# The Phoenician Scheme
The Phoenician Scheme is een Amerikaans-Duitse zwartekomediefilm uit 2025, geregisseerd en mede geschreven door Wes Anderson. De film heeft een ensemble cast met onder anderen Benicio del Toro, Mia Threapleton, Michael Cera, Tom Hanks, Bryan Cranston, Riz Ahmed, Richard Ayoade, Jeffrey Wright, Scarlett Johansson, Rupert Friend, Hope Davis en Benedict Cumberbatch.

## Verhaal
Een politicus wordt gedwongen onder huisarrest geplaatst ter bescherming tegen een terrorist.

## Rolverdeling
| Acteur               | Personage          |
| -------------------- | ------------------ |
| Benicio del Toro     | Zsa-zsa Korda      |
| Mia Threapleton      | zuster Liesl       |
| Michael Cera         | Bjorn Lund         |
| Riz Ahmed            | prins Farouk       |
| Tom Hanks            | Leland             |
| Bryan Cranston       | Reagan             |
| Mathieu Amalric      | Marseille Bob      |
| Richard Ayoade       | Sergio             |
| Jeffrey Wright       | Marty              |
| Scarlett Johansson   | nicht              |
| Benedict Cumberbatch | nonkel Nubar       |
| Rupert Friend        | Excalibur          |
| Hope Davis           | moeder overste     |
| Bill Murray          | God                |
| Charlotte Gainsbourg | eerste vrouw       |
| Willem Dafoe         | advocaat           |
| Tonio Arango         | woestijnmoordenaar |
| Aysha Joy Samuel     | Millita            |

## Productie
Anderson sprak voor het eerst over de film in juni 2023 tijdens de promotie van Asteroid City en zei dat het scenario al was geschreven in samenwerking met Roman Coppola voordat de WGA-staking van 2023 begon.
De filmopnames gingen van start op 12 maart 2024 in de Filmstudio Babelsberg in Duitsland en werden afgerond op 3 juni van datzelfde jaar. De Franse cameraman Bruno Delbonnel filmde op 35mm-film, het was zijn eerste samenwerking met Anderson voor een speelfilm. Alexandre Desplat componeerde de muziek, zijn zevende samenwerking met Anderson.

## Release
The Phoenician Scheme ging op 18 mei 2025 in première op het Filmfestival van Cannes in de competitie voor de Gouden Palm.

## Prijzen en nominaties
De belangrijkste:
| Jaar | Prijs                   | Categorie   | Genomineerde(n) | Uitslag     |
| ---- | ----------------------- | ----------- | --------------- | ----------- |
| 2025 | Filmfestival van Cannes | Gouden Palm | Wes Anderson    | Genomineerd |